# José Machado
José Machado (Madrid, 1974) es un escritor, editor y guionista, que recibió el IX Premio Lengua de Trapo de Narrativa con su novela Grillo en el año 2003.
Estudió derecho en la Universidad Complutense de Madrid (1992 - 1996) y Creación Literaria en la Escuela de Letras de Madrid (1995 - 1998). En sus años de estudiante debutó con 21 años como escritor con A dos ruedas (1996), una novela fragmentaria con 80 historias cortas publicadas por la editorial Alfaguara. El éxito le llegó con Grillo (2003), IX Premio Lengua de Trapo de Narrativa, una novela con un lenguaje callejero que muestra la experiencia existencialista de un escritor incomprendido del mundo urbano actual. Otras obras suyas han sido Futbolia. Filosofía para una hinchada (2006) o Una larga maniobra y El viaje de Benjamín Tudela (2007).
El escritor también es un habitual colaborador de la prensa escrita: Rolling Stone y en los suplementos de El País Tentaciones y El viajero. También ha colaborado en el guion de varias series de televisión y fue redactor de la revista cultural La modificación.

## Obra
- A dos ruedas (Alfaguara: 1996)
- Grillo (Lengua de Trapo: 2003)
- Futbolia (Kailas Editorial: 2006)
- El viaje de Benjamín de Tudela (TF Editores: 2007)
- El cuervo (Alfabia Editorial: 2010)